# Limnophyes pumilio
Limnophyes pumilio är en tvåvingeart som först beskrevs av Holmgren 1869.  Limnophyes pumilio ingår i släktet Limnophyes och familjen fjädermyggor.
Artens utbredningsområde är Grönland. Arten är reproducerande i Sverige. Inga underarter finns listade i Catalogue of Life.